# Peninsula Istria

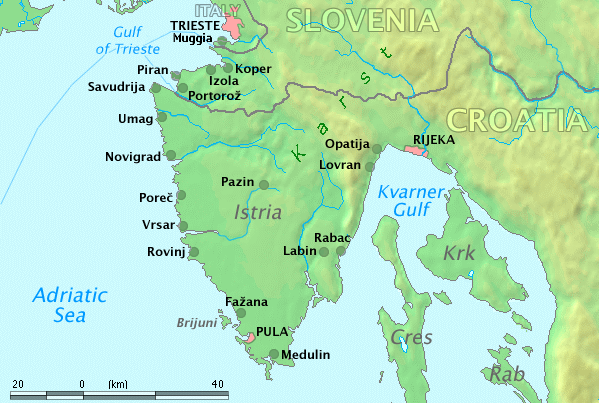
Istria

Peninsula Istria se află în nordul Mării Adriatice, între golful Trieste la vest și golful Kvarner la est. În prezent este o regiune din vestul Croației după ce în decursul istoriei a fost cucerită și recucerită de nenumărate ori. După ce mai întîi a aparținut hiștrilor, a trecut la Imperiul Roman de Apus, a fost prădată de goți și de longobarzi, anexată la regatul francilor, supusă ducilor din Carintia, Meran, Bavaria, apoi patriarhului din Aquileia, a aparținut de Republica Veneția, s-a aflat sub puterea Habsburgilor (cu o scurtă perioadă când Napoleon a fost împărat al francezilor și rege al italienilor), a ajuns după Primul Război Mondial să țină de Italia, pentru ca după Al Doilea Război Mondial să aparțină de Republica Socialistă Federativă Iugoslavia.
Locuitorii Istriei au fost din cele mai vechi timpuri de diferite etnii, cele mai importante fiind: croații, sârbii, italienii, slovenii. Diversele puteri care au controlat Istria au încercat să încline balanța acestor etnii într-o parte sau în cealaltă. Printre minoritățile care trăiesc în Istria se numără și o comunitate de istroromâni, sosită aici se pare din Transilvania, Banat sau Timoc înainte de secolul al XIV-lea.